# Wilhelm Barth (Redakteur)
Wilhelm Maria Barth (* 9. April 1856 in Meschede; † 26. Februar 1940 in Neu-Phaleron, Griechenland) war ein deutscher Buchhändler und Redakteur, der seit 1882 in Griechenland lebte. Besonders bekannt wurde er als Redakteur des griechischen Konversationslexikons und galt als bester Kenner des Deutschtums in Griechenland.

## Leben
Er war der Sohn des Oberstabsarztes Josef Barth und dessen Ehefrau Franziska. Nach dem Besuch des Gymnasiums in Emmerich studierte er an der Universität Athen. Als Buchhändler hatte er seine Lehrzeit bei Rudolf Barth in Aachen. 1877 ging er als Geholfe nach Triest und 1878 nach Wien, wo er bis 1880 lebte. Dann zog er nach Leipzig, wo er bis 1882 Geschäftsführer einer Buchhandlung war. 1882 siedelte er nach Griechenland über. Dort übernahm er gemeinsam mit Heinrich Beck die frühere Wilberg’sche Buchhandlung, aus der spätere Buchhandlung Eleftheroudakis in Athen hervorgegangen ist. Außerdem gründete er in Athen 1888 einen eigenen Verlag. Daneben betrieb er Studien an der Universität Athen und promovierte dort im Jahre 1901 zum Dr. phil.
Wilhelm Barth arbeitete auch als Übersetzer aus dem Griechischen in das Deutsche. Sein Hauptthema war die Erforschung des Deutschtums in Griechenland. Daneben war er korrespondierendes Mitglied des Deutschen Archäologischen Instituts und Mitglied der Griechischen Archäologischen Gesellschaft in Athen.

## Werke (Auswahl)
- Neugriechisch. Berlin-Schöneberg 1896.
- Unterrichtsbriefe für das Selbst-Studium der neugriechischen Sprache. Berlin-Schöneberg 1897.
- Das Athener Nationalmuseum. Beck & Barth, Athen 1908.
- Geschichte der Deutschen Gesellschaft Philadelphia in Athen. 1936.
- Deutsches Leben und Wirken in Griechenland. Bd. 1–4.

## Familie
Er heiratete am 7. Juli 1885 in Wien Lucia Pedrazzi, Tochter des österreichischen Majors Eugen Pedrazzi.

## Ehrungen
- Ritter des Roten Adlerordens IV. Klasse